# Cantonul Cayenne Sud-Ouest
Cantonul Cayenne-Sud-Ouest este un canton din arondismentul Cayenne, Guyana Franceză, Franța.